# Segré (Burkina Faso)
Segré és un poble situat al departament de Diébougou de la província de Bougouriba, a la regió sud-oest de Burkina Faso. El poble disposa d'una escola primària pública. El centre sanitari més proper a Segré és el centre mèdic provincial de Diébougou.